# Campionato croato di pallavolo femminile
Il campionato croato di pallavolo femminile è un insieme di tornei pallavolistici per squadre di club croate, istituiti dalla Federazione pallavolistica della Croazia.

## Struttura
- Campionati nazionali professionistici:

Superliga: a girone unico, partecipano dodici squadre.
- Campionati nazionali non professionistici:

Prva Liga: a girone unico, partecipano undici squadre.
Prva B Liga: a quattro gironi, partecipano quarantadue squadre.
Druga Liga: a quattro gironi, partecipano trentatre squadre.